# Odorrana bacboensis
Odorrana bacboensis är en groddjursart som först beskrevs av Bain, Lathrop, Murphy, Orlov och Ho 2003.  Odorrana bacboensis ingår i släktet Odorrana och familjen egentliga grodor. IUCN kategoriserar arten globalt som otillräckligt studerad. Inga underarter finns listade i Catalogue of Life.